# تغییر (ترانه تیلور سوئیفت)
«تغییر» (به انگلیسی: Change) ترانه‌ای از تیلور سوئیفت خواننده و ترانه‌سرای آمریکایی است.